# Looters

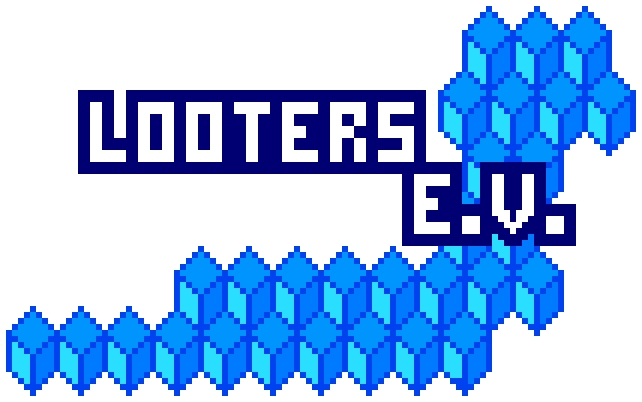
Logo des Looters e. V.

Looters e. V. ist ein freies Theaterensemble, das 2007 unter dem Namen Looters-Ensemble gegründet wurde, im Sommer 2013 mit der Gründung eines Vereins zum Looters e. V. wurde, und hauptsächlich in der Theaterfabrik Düsseldorf, im Kulturkeller Neuss, im Theatermuseum Düsseldorf und im Theater am Schlachthof Neuss auftritt.
Die Theaterprojekte des Looters e. V. sind durch selbst geschriebene Texte und eigens komponierte Musikstücke gekennzeichnet. Ein häufig benutztes Stilmittel ist die Verwendung von eingespielten Erzählertexten und Videoprojektionen sowie Gesangs- und Tanzelementen zwischen den normalen Spielszenen.
Bisher hat das Ensemble 46 Theaterprojekte realisiert. Das sechsundvierzigste Stück mit dem Titel Kate Winslet kann sieben Minuten die Luft anhalten, Tom Cruise sechs wurde im Juli 2025 im Bürgerhaus Bilk uraufgeführt.
Neben einstudierten Theaterstücken hat das Ensemble seit Sommer 2013 regelmäßig Improvisationstheater-Matches unter dem Titel
Looters Impro gespielt, unter anderem im zakk in Düsseldorf. Das Format wurde im Juni 2022 unter dem Titel Looters Impro: Die Kündigung zum Kontext der Arbeitswelt aufgefrischt.
Der Looters e.V. hat außerdem seit 2017 Escape Room-Projekte mit theatralen Elemente realisiert, u. a. im Theater am Schlachthof, Theatermuseum Düsseldorf, in der Theaterfabrik Düsseldorf und im Rahmen der neanderland BIENNALE.

## Theatrografie
- 2007: Looters (Theatermuseum Düsseldorf)
- 2008: Caterpillar Tristesse (Theatermuseum Düsseldorf)
- 2008: My Babysitters from Hell (Theatermuseum Düsseldorf)
- 2008: Esper Boukentai (Theatermuseum Düsseldorf)
- 2009: Cosmic Epsilon (Theatermuseum Düsseldorf)
- 2009: Youkai Club (Theaterfabrik Düsseldorf)
- 2010: Es ist nichts schöner als Myanmar (Theaterfabrik Düsseldorf)
- 2010: Pocket Zaurus (Theatermuseum Düsseldorf)
- 2011: Snow on a Cemetery (Theaterfabrik Düsseldorf)
- 2011: The Cat with Ten Lives (Theatermuseum Düsseldorf)
- 2011: Bislang l(i)ebte ich tatsächlich ziellos (Premiere beim Düsseldorf-ist-ARTig-Festival im Jungen Schauspielhaus Düsseldorf)
- 2012: lost amidst horrendous motivation (Theaterfabrik Düsseldorf)
- 2012: All done with Mirrors (Theatermuseum Düsseldorf)
- 2012: Ganz eilig bis Groenland rennen (Theaterfabrik Düsseldorf)
- 2012: Da sind ja noch Wurzeln dran (Theatermuseum Düsseldorf)
- 2013: Lucy Pie has to die (Theatermuseum Düsseldorf)
- 2013: London Calling (Theaterfabrik Düsseldorf)
- 2014: Halt die Schnauze, du wirst niemals eine Meerjungfrau sein (Theatermuseum Düsseldorf)
- 2014: Tadel wegen Boykott des Sportfestes (Theaterfabrik Düsseldorf)
- 2014: Deine hippe Bommelmütze hilft dir da jetzt auch nicht (Theatermuseum Düsseldorf)
- 2015: All Blood under the Bridge (Theatermuseum Düsseldorf)
- 2015: How my parents met (Theaterfabrik Düsseldorf)
- 2015: The Kids are no Kids anymore (Theatermuseum Düsseldorf)
- 2015: Devil needs a name (Theatermuseum Düsseldorf)
- 2016: The best way to erase your enemies (Theaterfabrik Düsseldorf)
- 2016: Ya'aburnee (Theatermuseum Düsseldorf)
- 2017: Fear of Flying (Theatermuseum Düsseldorf)
- 2017: Wie war es dort oben? (Theatermuseum Düsseldorf)
- 2017: Billboard (Theater am Schlachthof Neuss)
- 2018: Nun, ob sie tatsächlich an Leichtigkeit gewannen, ist erforschbar (Theaterfabrik Düsseldorf)
- 2018: Aleksandrowsk (Theatermuseum Düsseldorf)
- 2019: Jemand verfolgt uns (Theatermuseum Düsseldorf)
- 2019: Ich muss jetzt erst mal ein Robbenbaby töten, um mich abzureagieren (Theatermuseum Düsseldorf)
- 2019: Quit playing Games with my Art (Theatermuseum Düsseldorf)
- 2019: Insight (Alte Post)
- 2019: Kurz vor Kollaps (Theatermuseum Düsseldorf)
- 2021: Ein Kunstblut, ein Kaltblut und ein Faltblatt kommen in eine Bar (Theatermuseum Düsseldorf)
- 2023: Der allerletzte Mensch auf der Welt (Theatermuseum Düsseldorf)
- 2023: Ausgezeichnet – eine Künstlerin verschwindet (Theater am Schlachthof Neuss)
- 2023: Als Delfintrainerin91 mich auslachte (Theaterfabrik Düsseldorf)
- 2024: Pluto Time (Kulturkeller Neuss)
- 2024: Die Früchte meiner Arbeit (Theaterfabrik Düsseldorf)
- 2024: All bullets but one (Kulturkeller Neuss)
- 2025: Molekülmaulereien (Bürgerhaus Bilk)
- 2025: Killed by your Darlings (Theaterfabrik Düsseldorf)
- 2025: Kate Winslet kann sieben Minuten die Luft anhalten, Tom Cruise sechs (Bürgerhaus Bilk)